# San Julian
San Julian is een gemeente in de Filipijnse provincie Eastern Samar op het eiland Samar. Bij de laatste census in 2007 had de gemeente ruim 13 duizend inwoners.

## Geografie

### Bestuurlijke indeling
San Julian is onderverdeeld in de volgende 16 barangays:
| - Barangay No. 1 Poblacion - Barangay No. 2 Poblacion - Barangay No. 3 Poblacion - Barangay No. 4 Poblacion - Barangay No. 5 Poblacion - Barangay No. 6 Poblacion - Bunacan - Campidhan | - Casoroy - Libas - Lunang - Nena - Pagbabangnan - Putong - San Isidro - San Miguel |

## Demografie
San Julian had bij de census van 2007 een inwoneraantal van 13.164 mensen. Dit zijn 781 mensen (6,3%) meer dan bij de vorige census van 2000. De gemiddelde jaarlijkse groei komt daarmee uit op 0,85%, hetgeen lager is dan het landelijk jaarlijks gemiddelde over deze periode (2,04%). Vergeleken met de census van 1995 is het aantal mensen met 1.306 (11,0%) toegenomen.

De bevolkingsdichtheid van San Julian was ten tijde van de laatste census, met 13.164 inwoners op 150,62 km², 87,4 mensen per km².